# Henry Alexander Scammell Dearborn

Henry Alexander Scammell Dearborn

Henry Alexander Scammell Dearborn (* 3. März 1783 in Exeter, New Hampshire; † 29. Juli 1851 in Portland, Maine) war ein US-amerikanischer Politiker. Zwischen 1831 und 1833 vertrat er den Bundesstaat Massachusetts im US-Repräsentantenhaus.

## Werdegang
Henry Dearborn war der Sohn des Kriegsministers und Kongressabgeordneten Henry Dearborn (1751–1829). Er besuchte die öffentlichen Schulen seiner Heimat und dann zwei Jahre lang das Williams College in Williamstown. Danach studierte er bis 1803 am College of William & Mary in Williamsburg (Virginia). Nach einem anschließenden Jurastudium und seiner Zulassung als Rechtsanwalt begann er in Salem und Portland in diesem Beruf zu arbeiten. Zwischen 1812 und 1829 leitete er die Zollbehörde in Boston. Während des Britisch-Amerikanischen Krieges war er als Brigadegeneral der Freiwilligen kommandierender Offizier bei der Verteidigung des Hafens von Boston. In den 1820er Jahren schloss er sich der Bewegung gegen den späteren Präsidenten Andrew Jackson an und wurde Mitglied der kurzlebigen National Republican Party. Im Jahr 1820 war er Delegierter auf einer Versammlung zur Überarbeitung der Verfassung von Massachusetts nach der Abspaltung des Gebiets, aus dem der Staat Maine entstand. 1823 wurde er in die American Academy of Arts and Sciences gewählt. Im Jahr 1829 war er Abgeordneter im Repräsentantenhaus von Massachusetts; 1830 gehörte er dem Staatssenat an.
Bei den Kongresswahlen des Jahres 1830 wurde Dearborn im zehnten Wahlbezirk von Massachusetts in das US-Repräsentantenhaus in Washington, D.C. gewählt, wo er am 4. März 1831 die Nachfolge von John Bailey antrat. Da er im Jahr 1832 nicht bestätigt wurde, konnte er bis zum 3. März 1833 nur eine Legislaturperiode im Kongress absolvieren. Seit dem Amtsantritt von Präsident Jackson im Jahr 1829 wurde innerhalb und außerhalb des Kongresses heftig über dessen Politik diskutiert. Dabei ging es um die umstrittene Durchsetzung des Indian Removal Act, den Konflikt mit dem Staat South Carolina, der in der Nullifikationskrise gipfelte, und die Bankenpolitik des Präsidenten.
Zwischen 1834 und 1843 war Dearborn als Adjutant General von Massachusetts Kommandeur der dortigen Nationalgarde. Von 1847 bis 1851 amtierte er als Bürgermeister von Roxbury. Dearborn war auch Präsident der Massachusetts Horticultural Society und verfasste zahlreiche Bücher. Er starb am 29. Juli 1851 in Portland.